# Altevatnet
Altevatnet (en sami septentrional: Álddesjávri) es un lago de Noruega y undécimo lago más grande del país con una superficie de 79,71 km². Tiene una longitud de 38 km y una anchura de 2,5 km. Está ubicado en el municipio de Bardu en Troms. Es el mayor lago de Troms. Su nivel es controlado mediante una represa en el lado noroeste. Está a 489 m s. n. m.
Se localiza a 10 km de la frontera con Suecia y está entre 2 parques nacionales, el parque nacional Øvre Dividal y el parque nacional Rohkunborri. El lago alimenta al río Barduelva, que a su vez es afluente del río Målselva y este desemboca en el Malangsfjorden.